# OptiY
OptiY ist eine Entwurfsumgebung, welche moderne Optimierungsstrategien und state-of-the-art probabilistische Algorithmen zur Unsicherheits- und Sensitivitätsanalyse, Robustheitsbewertung, Zuverlässigkeitsanalyse, Data-Mining, Lebensdauerberechnung und Meta-Modellierung bereitstellt.

## Historie
Der Vorgänger von OptiY ist das Programmpaket USAN, das an der Technischen Universität Dresden zur Modellierung, Simulation und Optimierung mechatronischer System entwickelt wurde. Die Firma OptiY GmbH wurde im Jahr 2006 gegründet, um die Kommerzialisierung der Software OptiY zu starten.

## Produkt
OptiY ist eine offene und multidisziplinäre Entwurfsumgebung, die über allgemeine und direkte Schnittstellen zu vielen CAD/CAE-Softwarepaketen und hausinternen Programmen verfügt. Weiterhin ist auch eine komplexe API-Schnittstelle mit einem benutzerdefinierten Element vorhanden. Damit kann der Anwender externe Programme für eine einfache Nutzung selbst integrieren. Das Einfügen externer Simulationssysteme ist mit dem grafischen Workflow-Editor sehr einfach. Möglich ist das Zusammenwirken mit verschiedenen Modellklassen (z. B. für Netzwerkanalogien, Finite-Elemente-Methode, Starrkörper-Dynamik) aber auch mit materiellen Versuchsständen (z. B. Regler-Optimierung für Antriebssysteme).